# Flemish american Football League
Pour les articles homonymes, voir FFL.
La Flemish american Football League (FAFL) est une association regroupant les clubs néerlandophones de football américain de Belgique et qui organise les compétitions néerlandophones.
La Flemish american Football League a été fondée en 2003. Elle est membre de la BFL depuis sa création.